# Mikkel Vibes Gade
Mikkel Vibes Gade er en gade på Christianshavn i København, opkaldt efter Mikkel Vibe (1565-1624), en velstående købmand og senere borgmester i København.

## En af de første grundejere på Christianshavn
Da Christianshavn blev anlagt i begyndelsen af 1600-tallet, var Mikkel Vibe én af de første til at købe en grund. I 1622 byggede han en gård på hjørnet af Strandgade og Sankt Annæ Gade, hvorfra han drev sin købmands- og rederivirksomhed.

## Handelsaktiviteter
Mikkel Vibe handlede med en bred vifte af varer, bl.a.: hvalkød, vin og varer fra Island (hans primære handelsområde). Han var også involveret i Det Ostindiske Kompagni og ejede en kro på Vesterbro.

## Fra handelsmand til borgmester
På grund af sin velstand og indflydelse blev Mikkel Vibe udpeget til rådmand i København, og i 1609 blev han byens borgmester.